# (10866) Peru
(10866) Peru (1996 NB4) – planetoida z pasa głównego asteroid okrążająca Słońce w ciągu 3,79 lat w średniej odległości 2,43 j.a. Odkryta 14 lipca 1996 roku.